# فرودگاه داخلی الباحه
فرودگاه داخلی الباحه (به انگلیسی: Al-Baha Domestic Airport) یک فرودگاه با کد یاتا ABT است که یک باند فرود آسفالت دارد و طول باند آن ۳۳۵۰ متر است. این فرودگاه در شهر الباحه کشور عربستان سعودی قرار دارد و در ارتفاع ۱۶۷۲ متری از سطح دریا واقع شده‌است.

## شرکت‌های هواپیمایی و مقصدهای پروازی
| شرکت‌های هواپیمایی | مقصدهای پروازی                   |
| ----------------- | -------------------------------- |
| فلای‌ناس           | منطقه‌ای ابها, ملک فهد, ملک خالد  |
| هواپیمایی سعودی   | ملک فهد، ملک عبدالعزیز، ملک خالد |